# Jesse Ani
Jesse Chidera „Jason“ Ani (* 27. Januar 2002 in Berlin) ist ein deutscher Basketballspieler.

## Werdegang
Der nigeranischstämmige Ani wuchs erst in Deutschland auf und zog im Alter von acht Jahren nach Manchester in Großbritannien. Er besuchte die Schulen Loreto Sixth Form College und St. Peter’s RC High School. Ani spielte Basketball in der Jugend der Manchester Magic und wurde ebenfalls in Manchesters Herrenmannschaft in der drittklassigen NBL-Division 2 eingesetzt.
Im Herbst 2020 scheiterte ein Wechsel in die Vereinigten Staaten, da er keine Aufenthaltsgenehmigung erhielt, Ani war zuvor ein Platz in der Mannschaft der Hillcrest Prep im Bundesstaat Arizona in Aussicht gestellt worden. Er ging stattdessen zum FC Bayern München, nahm bei dem Verein am Übungsbetrieb teil, kam aber wegen der aufgrund der Covid-19-Pandemie erfolgten Absage der Saison 2020/21 nicht für den FCB in der Nachwuchs-Basketball-Bundesliga zum Einsatz. Im Spieljahr 2021/22 bestritt Ani für den deutschen Regionalligisten SG Saarlouis-Dillingen 25 Spiele und kam statistisch auf 13,9 Punkte je Begegnung.
Im Sommer 2022 stattete ihn Bundesligist BG Göttingen mit einem Vertrag aus, Ende Dezember 2022 wurde Ani erstmals in einer Begegnung der höchsten deutschen Spielklasse eingesetzt. Er bestritt insgesamt vier Bundesliga-Kurzeinsätze für die „Veilchen“. Zur Spielzeit 2023/24 wechselte er zum Zweitligisten PS Karlsruhe. Mit Karlsruhe errang er im Juni 2024 den Meistertitel in der 2. Bundesliga ProA, die Teilnahme an der Bundesliga wurde dem Verein aber verweigert. Im Oktober 2024 zog er sich einen Kreuzbandriss zu und fiel für alle übrigen Spiele der Saison 2025/26 aus.
Anfang August 2025 vermeldete Zweitligist UBC Münster Anis Verpflichtung.